# Isonami (destroyer, 1927)
Pour les autres navires du même nom, voir Isonami (destroyer).
L'Isonami (磯波) était un destroyer de classe Fubuki en service dans la Marine impériale japonaise pendant la Seconde Guerre mondiale.

## Historique
À sa mise en service, il rejoint avec ses sisters-ship Uranami, Shikinami et Ayanami la 19e division de destroyers de la 2e flotte. À partir de 1937, durant la deuxième guerre sino-japonaise, l'Isonami couvre le débarquement des forces japonaises à Shanghai et à Hangzhou. À partir de 1940, il patrouille et couvre les débarquements des forces japonaises dans le sud de la Chine.
Au moment de l'attaque de Pearl Harbor, l'Isonami est affecté à la 19e division (3e escadron de destroyers) de la 1re flotte, où il est déployé depuis le district naval de Kure. Du 4 décembre 1941 au 30 janvier 1942, il fait partie de l'escorte des croiseurs lourds Suzuya, Kumano, Mogami et Mikuma déployés à partir de Samah, de la baie de Camranh et de l'Indochine française en appuyant les opérations d'invasion de Malaisie, Banka-Palembang et Anambas. Le 27 février, l'Isonami participe à l'opération J, à l'opération T le 12 mars et à l'opération D le 23 mars. Il effectue des patrouilles d'escorte au large de Port Blair pendant les raids japonais dans l'océan Indien. Les 13 et 22 avril, le destroyer accoste à Singapour et la baie de Camranh avant de rejoindre la base de Kure pour un entretien.
Les 4 et 5 juin, l'Isonami participe à la bataille de Midway au sein de la flotte principale de l'amiral Isoroku Yamamoto. Après la bataille, il est endommagé lors d'une collision avec l'Uranami, retournant à l'arsenal naval de Yokosuka pour des réparations qui s’achèveront à la fin du mois de juillet. D'août à septembre, il effectue des missions d'entraînement avec des porte-avions Jun'yō et Hiyō en mer intérieure de Seto en les escortant jusqu'à Truk au début du mois d'octobre. Opérant à partir de Truk, le destroyer prend part à de nombreux « Tokyo Express » dans les îles Salomon jusqu'à la mi-janvier 1943.
Le 1er décembre, l'Isonami est endommagé lors d'une frappe aérienne par des avions de l'United States Army Air Forces au large de Buna, en Nouvelle-Guinée. Le 18 décembre, il sauve les survivants du croiseur torpillé Tenryū.
Au début de janvier, il retourne à Kure pour des réparations. En février, il escorte un convoi de troupes de Pusan à Palau puis Wewak. Le 25 février, il est réaffecté dans la Flotte de la zone Sud-Ouest où il est basé à Surabaya pour escorter des convois dans les Indes orientales néerlandaises.
Le 9 avril 1943, alors qu'il escortait un convoi de Surabaya à Ambon, l'Isonami est torpillé et coulé par le sous-marin USS Tautog alors qu'il secourait les survivants du Penang Maru, à 35 milles marins (65 km) au sud-est de l'île Wangi-wangi, à la position géographique 5° 26′ S, 123° 04′ E. Sept hommes furent tués et neuf autres furent blessés dans cette attaque.
Il est rayé des listes de la marine le 1er août 1943.